# MUFON
MUFON (Mutual UFO Network, tạm dịch: Mạng lưới UFO Song phương) là một tổ chức phi lợi nhuận có trụ sở tại Mỹ chuyên tiến hành điều tra các trường hợp bị cáo buộc là nhìn thấy UFO. Đây là một trong những tổ chức điều tra UFO dân sự lâu đời nhất và lớn nhất tại Hoa Kỳ. MUFON tuyên bố có hơn 3.000 thành viên trên toàn thế giới với các chi hội ở mọi tiểu bang của Mỹ. Nhóm duy trì một số điều tra viên trải qua khóa đào tạo quản lý do MUFON cung cấp. Tổ chức này đã bị chỉ trích vì tập trung vào mảng giả khoa học, và các nhà phê bình nói rằng nhóm điều tra viên của tổ chức không sử dụng phương pháp khoa học. Năm 2015, MUFON tự thành lập một tổ chức trực tuyến không được công nhận có tên là Đại học MUFON.

## Lịch sử
MUFON ban đầu được thành lập dưới dạng tổ chức Midwest UFO Network ở Quincy, Illinois vào ngày 31 tháng 5 năm 1969 bởi Walter H. Andrus, Allen Utke, John Schuessler, và những người khác. Hầu hết các thành viên ban đầu của MUFON trước đó đã từng liên kết với Tổ chức Nghiên cứu Hiện tượng Không trung (APRO).

## Hoạt động
MUFON hiện có trụ sở tại Newport Beach, California dưới sự điều hành của Jan Harzan, với các chi hội ở mọi tiểu bang của nước Mỹ. Tổ chức này tuyên bố có hơn 3.000 thành viên trên toàn thế giới, với phần lớn trụ sở thành viên của nó nằm ở lục địa Hoa Kỳ. MUFON điều hành một mạng lưới các giám đốc khu vực trên toàn thế giới, tổ chức một hội thảo quốc tế hàng năm và xuất bản tạp chí hàng tháng MUFON UFO Journal. Nhóm hiện có hơn 390 nhà điều tra hiện trường, cũng như các nhóm chuyên ngành để điều tra bằng chứng vật lý có thể có của bất kỳ phi thuyền ngoài hành tinh nào. Mạng lưới huấn luyện các tình nguyện viên làm điều tra viên và dạy họ cách phỏng vấn các nhân chứng, thực hiện nghiên cứu, và cách rút ra kết luận từ bằng chứng. Mặc dù các nhà điều tra không được trả tiền, họ phải vượt qua cả hai bài kiểm tra dựa trên cuốn sách hướng dẫn dài 265 trang và kiểm tra phần sơ yếu lý lịch.

## Sứ mệnh
Nhiệm vụ đã nêu của MUFON là nghiên cứu về UFO vì lợi ích của nhân loại thông qua điều tra, nghiên cứu và giáo dục. Cùng với Trung tâm Nghiên cứu UFO (CUFOS) và Quỹ Nghiên cứu UFO (FUFOR) của J. Allen Hynek, MUFON là một phần của Liên minh Nghiên cứu UFO, một nỗ lực hợp tác của ba tổ chức điều tra UFO chính ở Mỹ với mục tiêu là chia sẻ nhân sự và các nguồn lực nghiên cứu khác, đồng thời tài trợ và thúc đẩy nghiên cứu khoa học về hiện tượng UFO.

## Chỉ trích
Theo nhà văn khoa học Sharon A. Hill, sự tập trung của MUFON "không mang tính khoa học với các buổi nói chuyện về hiện tượng người ngoài hành tinh bắt cóc, thuyết âm mưu, chủng loài lai giữa con người và người ngoài hành tinh, hồi quy thôi miên, và những kỷ niệm kìm nén" và phản ánh "một phạm vi rộng lớn về giả khoa học". MUFON từng là chủ đề của những lời chỉ trích cho kiểu thái quá bắt nguồn từ "sự điều tra UFO hấp tấp và điên rồ" ban đầu của họ chuyển thành "âm mưu kỳ lạ và buổi nói chuyện về chính sách UFO". Tổ chức này nhận được số lượng lớn các báo cáo UFO mỗi năm, tuy nhiên trình độ của các tình nguyện viên nghiệp dư kiểm tra các báo cáo vẫn còn là nghi vấn. Hill viết rằng ý tưởng của MUFON về các nhà nghiên cứu khoa học "cứ như những người không phải là nhà khoa học hoặc bày ra những câu chuyện kỳ ảo, phản khoa học".

## Liên kết với các quan điểm cực hữu
Một bài báo năm 2018 trên tờ Newsweek đã đưa tin bằng chứng về thái độ chống nhập cư, chống chuyên chở và chống thành phần Hồi giáo rộng rãi giữa các quan chức MUFON. Những viên chức như J.Z. Knight và cựu Giám đốc MUFON bang Pennsylvania John Ventre, Cả hai đều công khai bày tỏ quan điểm phân biệt chủng tộc và/hoặc bài Do Thái và được mô tả trong bài viết là "các nhà hảo tâm cấp cao" cho MUFON. Các quan điểm cực hữu được bày tỏ "đã khởi động một làn sóng giận dữ và từ chức lan khắp MUFON," bao gồm cựu Giám đốc Nghiên cứu MUFON Chris Cogswell (cho biết, "lương tâm trong lòng tôi sẽ không cho phép tôi tiếp tục") và cựu thành viên hội đồng quản trị và Giám đốc MUFON bang Washington James Clarkson (nói rằng, "Vẫn ở lại MUFON trong bất kỳ khả năng nào là không thể chấp nhận được về mặt đạo đức.") Erica Lukes, cựu Giám đốc MUFON bang Utah, cũng kể lại trong bài báo mô tả MUFON là một tổ chức không muốn giải quyết đầy đủ về vấn đề quấy rối tình dục.

## Giám đốc Quốc tế MUFON
- 1969–1970:  Allen Utke
- 1970–2000: Walter H. Andrus, Jr.
- 2000–2006: John F. Schuessler
- 2006–2010: James Carrion
- 2010–2012: Clifford Clift
- 2012–2013: David MacDonald
- 2013–Present: Jan Harzan

## Ảnh hưởng truyền thông
Một số cuộc điều tra của MUFON's đã được giới thiệu trong các bộ phim truyền hình tài liệu dưới dạng miniseries UFOs Over Earth, được công chiếu trên kênh Discovery Channel vào năm 2008 và hiện đang phát sóng lại trên kênh Investigation Discovery. Richard Hoffman đã giúp sản xuất chương trình truyền hình trên kênh History Channel, UFO Files: Hangar 1 - The UFO Warehouse với nhà sản xuất Weller-Grossman.
MUFON cũng xuất hiện trong chương trình truyền hình The X-Files.
MUFON cũng đã được đề cập trong một tập của sê-ri Ancient Aliens trên kênh History Channel (Mỹ).
MUFON cũng được nhắc đến trong một bài báo của tờ New York Times nhan đề "People Are Seeing U.F.O.s Everywhere, and This Book Proves It" do Ralph Blumenthal chấp bút.
MUFON cũng được nhắc đến trong một bài báo của tạp chí Forbes Forbes.com với tiêu đề "MUFON, America's UFO Experts, Discuss Roswell And Possible Cover-Ups" nhờ sự đóng góp của Jim Clash.